# La Poma (departamento)
Departamento La Poma é um departamento da província de Salta, na Argentina.